# Савчук Анастасія Геннадіївна
Анастасія Геннадіївна Савчук (нар. 2 березня 1996, Харків, Україна) — українська спортсменка, що виступає в синхронному плаванні. Чемпіонка (2019) та багаторазова призерка чемпіонатів світу з водних видів спорту. Шестиразова чемпіонка та багаторазова призерка чемпіонатів Європи з водних видів спорту. Перша в історії України бронзова призерка Олімпійських ігор.
Купальник Анастасії Савчук з Олімпіади-2020 виставили в Олімпійському музеї в Лозанні.

## Виступи на Олімпіадах
| Олімпіада           | Дисципліна | Місце |
| ------------------- | ---------- | ----- |
| Ріо-де-Жанейро 2016 | групи      | 4     |
| Токіо 2020          | дуети      | 3     |
| Токіо 2020          | групи      | 3     |

## Державні нагороди
- Орден княгині Ольги III ст. (16 серпня 2021) — За досягнення високих спортивних результатів на XXXII літніх Олімпійських іграх в місті Токіо (Японія), виявлені самовідданість та волю до перемоги, утвердження міжнародного авторитету України[3].